# Beliskner
De Beliskner was een fictief ruimtevaartuig uit de sciencefictionserie Stargate SG-1.
Het Asgard-ruimteschip Beliskner was een zeer geavanceerd schip en stond onder het bevel van opperbevelhebber Thor.

## Overzicht
De Beliskner was een machtig ruimteschip en een van de belangrijkste schepen uit de Asgard-vloot. De Goa'uld waren bevreesd voor het schip, omdat het technologisch superieur was ten opzichte van hun ha'tak moederschepen. De Beliskner werd ingezet om de Replicators te verslaan, maar faalde in haar missie.

## Uiterlijk
Het schip heeft een vrijwel platte voorsteven met aan de achtersteven twee enorme hyperaandrijvingen. Op de boeg staat Thors hamer; dit wapen is krachtig genoeg om Goa'uld-symbionten te doden. In het schip bevinden zich grote gangen die een groot doolhof vormen, wat het moeilijk maakt voor buitenstaanders om de controlekamer van het ruimteschip te lokaliseren. De gangen hebben een lichtpaarse kleur en zijn drie- tot viermaal zo groot als bij een normaal Asgardschip.

## Technologie
De Beliskner heeft sterke Asgard-schilden, Asgard-transporttechnologie, Asgard-wapens en een de-acceleratie-aandrijving om snel te kunnen vertragen na het verlaten van de hyperruimte. Naast deze technologie bezit het schip ook veel geautomatiseerde functies, waardoor de Asgard het mogelijk hebben gemaakt om hun schepen met een minimum aan personeel te besturen. In het geval van de Beliskner is dit één Asgard die plaatsneemt in een centrale controlestoel.

## Geschiedenis
De Beliskner werd ingezet om de Replicators uit te roeien, maar het schip faalde hierin. De Replicators slaagden erin om het schip binnen te dringen en de locatie van de aarde te achterhalen. Thor straalde alle bemanningsleden van het schip en probeerde te voorkomen dat het schip naar de aarde zou vliegen. Samen met SG-1 zorgde hij ervoor dat de de-acceleratie-aandrijving werd vernietigd, zodat bij het binnendringen van de aardse atmosfeer de Beliskner door de intense wrijvingshitte zou worden uiteengescheurd. Het schip belandde in de Atlantische Oceaan.